# 870 TCN
870 TCN là một năm trong lịch La Mã.